# Lambretta Li 150 serie 2
El modelo Li segunda serie fue producido en Italia entre octubre de 1959 hasta mediados de noviembre de 1961. Con una producción de 206.020 ejemplares entró a la línea de producción junto con los modelos Li125 y TV175. Se diferencia de su antecesora, la serie 1, en poseer la óptica montada en el manillar. 

## Especificaciones
País de fabricación Italia

Año de fabricación octubre de 1959 - noviembre de 1961

Ejemplares producidos 206.020 

Cilindrada 148 cc 

Diámetro por carrera 57x58 mm

Enfriamiento Aire forzado

Carburador Dellorto MA 19 BS5 

Cambio 4 velocidades - cambio manual

Potencia 6,5 HP @ 5300 RPM 

Velocidad máxima 78-80 km/h

Neumáticos 3,50x10

Freno tambor delantero y trasero

Capacidad de combustible 8,7 litros

Tipo de Combustible Gasolina (93 octanos)

Consumo 42 km/l 

Peso 105 kg 

Largo 1825 mm 

Alto 1060 mm

Ancho 710 mm

Colores Blanco / gris, amarillo, rojo, verde

## Fuente
- http://www.lambretta.it/pdf_modelli/Lambretta%20150%20LI%20II%20serie.pdf
- http://cl.lambretta.com/LinkClick.aspx?link=82&tabid=67 (enlace roto disponible en Internet Archive; véase el historial, la primera versión y la última).
- https://web.archive.org/web/20110206102105/http://mylambretta.net/lambretta-history.asp?y=lambretta-150LI-II&lang=ES

- Datos: Q5969696